# 厄立特里亞禮天主教阿斯馬拉都主教區
厄立特里亞禮天主教阿斯馬拉都主教區 （拉丁語：Archieparchia Asmarensis）是厄立特里亞一個厄立特里亞禮天主教會都主教教區，下轄三個教區。
都教區範圍為厄立特里亞中南部，主教座堂位於首都阿斯馬拉。2010年有教友70,351人、六十九個堂區、374名司鐸。現任都主教為门格斯蒂布·特斯法马里亚姆。
1930年7月4日設厄立特里亞教長區，1951年10月31日升為阿斯馬拉代牧區。1961年2月20日升為教區。2015年1月19日厄立特里亞教會升格為自治教會，此教區升格為都主教區。